# Литературный клуб «Дерзание»

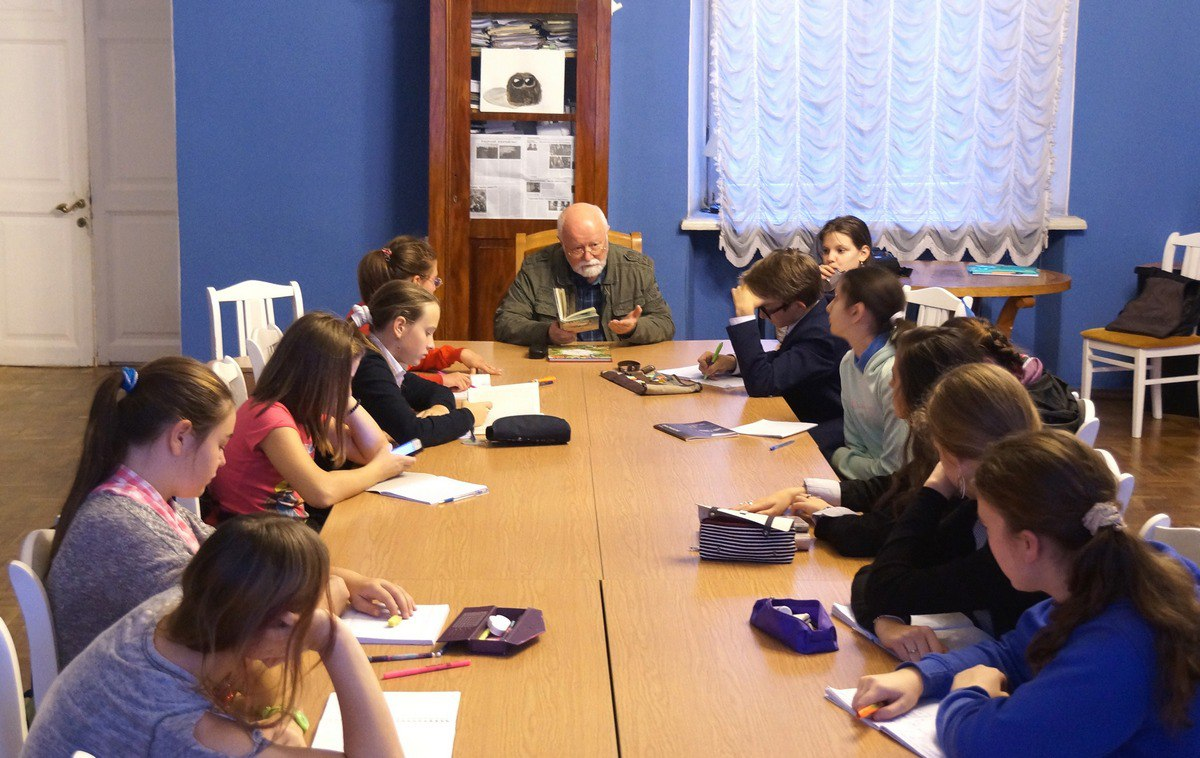
Занятие в литературном клубе «Дерзание». Преподаватель: Алексей Анатольевич Шевченко.

Литературный клуб «Дерзание» — образцовый коллектив Санкт-Петербургского дворца творчества юных, основанный в 1936 году.

## История
Открытие первого в Ленинграде детского литературного клуба, который в через двадцать шесть лет получит имя «Дерзание», состоялось в декабре 1936 года при участии Самуила Яковлевича Маршака, Корнея Ивановича Чуковского и Николая Семёновича Тихонова. До войны клуб вела Ольга Фёдоровна Берггольц, после – Глеб Сергеевич Семёнов.
Оттепель характеризовалась приходом талантливых педагогов: А.М. Адмиральского, Н.А. Князевой, Н.И. Грудининой, Л.Б. Береговой, И.С. Фридлянда, а название «Дерзание» появилось при  непосредственном участии воспитанников и педагогов этого времени.
В застойное время литературным клубом при дворце пионеров руководил Алексей Михайлович Адмиральский, под его руководством клуб превратился в центр интеллектуального противостояния начинающих литераторов советской системе образования.
С 2015 г. литературный клуб проводит в своих стенах региональную городскую конференция юных литераторов «Северная муза».

## Программы
В настоящее время в клубе осуществляется обучение по двум основным образовательным программам: «Проза» и «Поэзия и проза», а также по одногодичной программе «Творческое чтение» для юных читателей, по окончании которых ученики получают «Свидетельство о дополнительном образовании». Все занятия в клубе бесплатные.

#### «Проза»
Образовательная программа «Проза» основана на многолетней работе клуба, при её разработке учитывались труды современных психологов, учёных-литературоведов, анализировались результаты тестов, направленных на выявление интересов подростков в литературе.

#### «Поэзия и проза»
Программа «Поэзия и проза» направлена на выявление одарённости обучающегося, анализ и совершенствование его творчества. Практические занятия помогают развитию начинающих поэтов и прозаиков.

#### «Творческое чтение»
Во время обучения по программе «Творческое чтение» дети 9-11 лет знакомиться с произведениями как отечественной, так и мировой литературы. В рамках программы обучающиеся посещают презентации литературных изданий и встречаются с детскими писателями.

## Руководители и педагоги
«Очень важно, что в клубе с детьми работают профессиональные писатели. Ребенок должен узнавать от нас не только теорию, но и то, как писателем становятся, какова технология появления человека пишущего» – Алексей Анатольевич Шевченко.
- Берггольц, Ольга Фёдоровна;
- Семёнов, Глеб Сергеевич;
- Кац, Рудольф Эммануилович;
- Рогова, Елена Николаевна;
- Князева, Нина Алексеевна;
- Фридлянд, Израиль Савельевич;
- Береговая, Любовь Борисовна;
- Царёва, Надежда Павловна;
- Королева, Наталья Павловна,
- Тарарарина Ирина Михайловна;
- Шаповалов, Сергей Анатольевич;
- Шевченко, Алексей Анатольевич;
- Всеволодов, Роман Сергеевич.

## Известные выпускники
- Топоров, Виктор Леонидович;
- Григорьев, Геннадий Анатольевич;
- Маркова, Римма Мееровна;
- Стратановский, Сергей Георгиевич;
- Кривулин, Виктор Борисович;
- Игнатова, Елена Алексеевна;
- Шварц, Елена Андреевна;
- Калинина, Татьяна Александровна;
- Котович, Татьяна Викторовна;
- Чейгин, Пётр Николаевич;
- Царькова, Татьяна Сергеевна;
- Гурвич (псевд. Яснов), Михаил Давидович;
- Боровский, Александр Давидович;
- Окунев, Игорь Юрьевич;
- Лурье, Лев Яковлевич;
- Кондратович, Татьяна Николаевна (псевд. Маруся Климова);
- Шолохов, Сергей Леонидович.